# Bánovce nad Bebravou
'Bánovce nad Bebravou er en by i det nordvestlige Slovakiet. Byen ligger i regionen Trenčín, ved bredden af floden Bebrava. Den ligger kun 150 kilometer fra den slovakiske hovedstad  Bratislava. Byen har et areal på 26,55 km² og en befolkning på 16.614(2023) indbyggere.

## Eksterne links
- Officiel hjemmeside

- Wikimedia Commons har flere filer relateret til Bánovce nad Bebravou